# Шторм (ЗРК)
М-11 „Шторм“ (Индекс на УРАВ на ВМФ – 4K60, Класификацията на НАТО: SA-N-3 Goblet, букв. „Бокал“) е съветски зенитно-ракетен комплекс с морско базиране.
За първи път е поставен на противолодъчния крайцер „Москва“, приет във флота през 1967 г. Официално е приет в експлоатация през 1969 г. Няма наземен аналог, комплексът е разработен изключително за ВМФ.
Към края на 1980-те години на ЗРК „Шторм“ е присвоен псевдонима „Шквал“.

## Пускови установки
- Б-189 – двурелсова стабилизирана насочваща се ПУ с долно окачване за две ракети, устройство за съхраняване, подаване и зареждане. Боезапасът се съхранява в барабани под ПУ, на две нива, по 2 въртящи се вертикални барабана на всяко ниво. Барабанът побира 6 ракети разположени вертикално и има един подаващ люк. За пуск на следващата ракета барабанът се завърта, за да може поредната ракета да заеме позиция под подаващия люк (ПКР от проект 1123 „Кондор“ и ТАКР от проекта 1143).
- Б-187 – двурелсова стабилизирана насочваща се ПУ с долно окачване за две ракети, устройство за съхраняване, подаване и зареждане. Боезапасът се съхранява в 2 барабана под ПУ. Барабанът побира 6 ракети разположени вертикално и има един подаващ люк. За пуск на следващата ракета барабанът се завърта, за да може поредната ракета да заеме позиция под подаващия люк (БПК от проекта 1134А „Беркут-А“).
- Б-187А – двурелсова стабилизирана насочваща се ПУ с долно окачване за две ракети, устройство за съхраняване, подаване и зареждане. Устройството за съхранение е едноетажно контейнерен тип под ПУ. (БПК от проекта 1134Б „Беркут-Б“).

## Универсална управляема ракета
Ракетата В-611 (4К60) е зенитна управляема със среден обхват, едностепенна, с двурежимен твърдогоривен двигател и нормална аеродинамична конфигурация.
Двурежимният твърдогоривен двигател на ракетата осигурява нейният интензивен старт от късата направляваща със скорост 1200 м/с (3,6 М) и поддържа високата средна скорост на полета от 800 м/с. Времето на работа на двигателя е съизмеримо с времето за полет на ракетата на максималната далечина до 55 км, което дава отсъствие на пасивен участък от траекторията на полета и увеличава маневреността и управляемостта на ракетата при изпълнение от нея на интензивни маневри в района на целта. На същите дистанции се поразяват и надводни цели.
Методът за насочване на ракетите е радиокоманден с последващо съпровождение на 1 цели чрез 2 ракети на траекторията на техния полет.
Взривът на бойната част се осъществява чрез радиовзривател при долитането на ракетата към целта, или по команда постъпваща от станцията за насочване.
Скоростта на хода на кораба при изстрелването на ракетите може да бъде 32 възела.

## Система за управление
Корабната система за управление (КСУ) на УЗРК „Гром“ включва:
- Централен прибор за управление на ракетната стрелба (ЦПУРС), който осигурява управлението на предстартовата подготовка, насочването на ПУ, единочна или залпова стрелба от ПУ и автоматично завъртане на барабаните за зареждаме на поредните ракети.
- Изчислително устройство (ИУ), което осигурява приема и обработката на информация от двата радиолокационни канала (антени), изработка на данните за стрелба по една цел, изработката на команди за управление за корекции на насочване на до 2 ракети по 1 цел едновременно.
- Жировертикал, който автоматично дава данни за отчитане на ъглите на бордовото и киловото люлеене в системат за управление на ПУ.
- Жирокомпас от който данните за курса на собствения кораб автоматично постъпват в системата за управление.
- Лаг даващ данни за скоростта на самия кораб.
- Главното средство за целеуказание са корабните радиолокационни средства за контрол на въздушната и надводната обстановки.
- Съпровождението на целите, подсветката на 2 ракети и предаването към тях на радиокоманди се осъществява чрез многофункционален антенен пост 4Р60.
- Превключватели и съединителни кутии за осигуряване на захранване и разединение на приборите в системата за управление.
- Станция от измервателни прибори, която осигурява контрол на параметрите в мрежата и разпределението на електрозахранването по приборите на КСУ.

Корабната система за управление (КСУ) „Гром“ има силова електрическа трансмисия за дистанционно автоматично завъртане на ПУ по вертикалната и хоризонталната плоскости, осигурява приема на една цел от корабните радиолокационни средства за въздушна и надводна обстановка, предстартовата 220-секундна подготовка на ракетите В-611 преди пуска, за времето на която се изпълнява проверката на бордовите системи на ракетите и се дава разрешението за пуск на до две ракети. Автоматичното съпровождение на едната цел на далечини до 55 км се осъществява в секторен режим с помощта на двата радиолокационни канала (двете големи параболични антени), които работят, за увеличаването на защитеността от смущения, на различни диапазони вълни и използват моноимпулсен метод за пеленгация (сканиране) на целта.
Преместването на сектора за сканиране става чрез въртенето на антенния пост. Получените координати на целта постъпват в изчислителното устройство (ИУ), което отчита курса и скоростта на своя кораб, а също и параметрите на бордовото и киловото люлеене и решава триангулационната задача по изчисляване на далечината до целта и елементите на нейното движение, като изчислените данни с течение на времето непрекъснато се обновяват и уточняват. Операторът съобщава на ИУ за необходимостта от стрелба и броя на ракетите, прибора за управление на стрелбата произвежда предстартовата подготовка на ракетите и осъществява пуска на 1 или 2 ракети. Подававането на ракетите от устройствата за съхранение става принудително с помощта на зареждащото устройство при това балките на ПУ се завъртат перпендикулярно на палубата за прием на ракетите. След завъртане на ПУ в направление на целта и подаване от оператора на команда „Пуск“ стартират твърдогоривните двигатели на ракетите и те слизат от направляващите, с интервал от 40 секунди, към точката на среща с целта.
След излитането на ракетите от направляващите на ПУ те се захващат от двата радиолокационни канала (две малки параболични антени) за телеуправление, които работят на различни честоти и са разположени над големите антени за съпровождение на целта. На една цел едновременно се насочват до две ракети. Радиокомандите за насочване на двете ракети се предават по радиолокационен канал (една рупорна антена) за предаване на команди, която се намира отдолу на големите антенни в предната част на подстамента на антенния пост. Точката на среща на всяка ракета с целта се разчита от ИУ и постоянно се уточнява изходя от текущото положение на целта относително ракетите според информацията постъпваща от двете малки параболични антени. При долитане на ракетите към целта (във финалния участък от полета) се включват радиовзривателите на ракетите, режимът на работа на които се задава от команди постъпващи на борда на ЗУР от рупорната антена на системата за управление „Гром“ в зависимост от параметрите на движение на целта.

## Радиолокационна станция за насочване
РЛС за насочване 4Р60 в сантиметровия диапазон, позволява да се определя далечината, азимута и ъгъла на мястото, да се съпровождат въздушни и надводни цели и да се управляват 1 или 2 ракети в полет с помощта на радиокоманди.
РЛС работи в секторен 90-градусен режим по данни от корабните радиолокационни средства за следене на въздушната и надводната обстановки и целеуказание. Тя автоматично съпровожда въздушните или надводните цели и управлява ракетите в полет на далечина до 55 км, а също и осигурява защитата на системата за управление на УЗРК М-11 „Шторм“ от смущения.

## Модификации
- 4К60 М-11 „Шторм“ (по класификации на НАТО SA-N-3A): с ракета В-611;
- 4К60 М-11 „Шторм-М“: със СУО Гром-М;
- 4К65 М-11 „Шторм-Н“ (класификации на НАТО SA-N-3B).: с модернизираната ракета В-611М, с подобрени характеристики за поразяване на нисколетящи цели.